# Nunda (Nova York)
Nunda és una població dels Estats Units a l'estat de Nova York. Segons el cens del 2000 tenia 1.330 habitants.

## Demografia
Segons el cens del 2000, Nunda tenia 1.330 habitants, 505 habitatges, i 360 famílies. La densitat de població era de 518,7 habitants per km².
Per edats la població es repartia de la següent manera: un 29,4% tenia menys de 18 anys, un 7,1% entre 18 i 24, un 29,8% entre 25 i 44, un 20,1% de 45 a 60 i un 13,6% 65 anys o més.
L'edat mediana era de 36 anys. Per cada 100 dones de 18 o més anys hi havia 83 homes.
La renda mediana per habitatge era de 39.125 $ i la renda mediana per família de 47.368 $. Els homes tenien una renda mediana de 32.404 $ mentre que les dones 26.250 $. La renda per capita de la població era de 18.960 $. Entorn del 10,4% de les famílies i el 12,7% de la població estaven per davall del llindar de pobresa.